# Ball de Foc

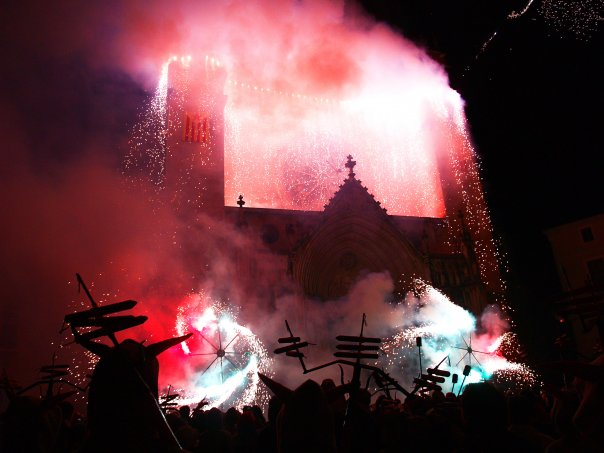
Façana de la Basílica de Santa Maria durant el Ball de Foc

El Ball de Foc es tracta d'un correfoc teatralitzat que neix l'any 2003 a Vilafranca del Penedès com a evolució del correfoc organitzat pel Ball de Diables de Vilafranca des de l'any 1991. Se celebra cada any el primer de setembre en el marc de la Festa Major de Vilafranca. El protagonista de l'espectacle és l'Alquimista Silè que roba el foc infernal dels diables que el persegueixen per tota la vila per recuperar-lo. Finalment, els diables guanyen la batalla i el Silè es refugia a la Basílica de Santa Maria després de prometre que tornarà l'any següent.

## Història
L'any 1991 el Ball de Diables de Vilafranca organitzà per primer cop a la vila un correfoc, entès com un acte amb una gran presència de foc i pirotècnia on els assistents en participen ballant juntament amb els diables. Aquest primer correfoc se celebrà en el marc del 32è aniversari dels Falcons de Vilafranca, però no serà fins al 1992 que aquest acte no s'incorporà a la Festa Major de Vilafranca. Des d'aquest any, el correfoc s'ha celebrat ininterrompudament fins al 2020 quan la pandèmia per la COVID-19 n'impedí la celebració.
L’any 2003, per tal de donar un impuls al correfoc i fer-lo més participatiu, la colla del Ball de Diables del moment (coneguda com els Magrets) va decidir va convertir l'esdeveniment en un espectacle teatralitzat: el Ball de Foc. Al llarg dels anys s'hi han anat afegint personatges a l'argument que han donat més vistositat a l'espectacle. El 2005 s'hi introdueixen els Nyokis (dissenyats per Blanca Ferré), uns éssers que fan malabarismes amb el foc i que amenitzen l'espera dels assistents. L’any 2012, s'hi introdueixen tres erudits del foc que representen cultures diferents i que el 2015 arribarien a ser set. Aquests s'enfronten als diables durant el correfoc i que fan que sigui més espectacular. A més, aquest mateix any, amb motiu del bicentenari del ball, es va renovar la figura del Silè, més gros, amb més mobilitat i més intensitat de foc.
Cada any també s'han anat fent innovacions tècniques com la incorporació d'una roda pirotècnica importada de Malta el 2009 o el mapping a la façana de Santa Maria dissenyat per Sílvia Isach.

## Argument
El protagonista de la narració del Ball de Foc és l'Alquimista, un habitant de l'Olèrdola ibèrica que dedicà la vida a investigar els secrets del foc per tal de dominar-lo i fer-lo servir per als seus objectius obscurs. L'Alquimista té com a objectiu convertir-se en l'erudit del foc ibèric i per fer-ho cal que robi el foc infernal custodiat pels diables. Per aconseguir el foc infernal crea una poció que el converteix en el monstre Silè (una bèstia de foc mig home, mig dona i mig animal) i que li permet travessar la Porta de Xaus. Aquesta es tracta d'una porta situada a la plana penedesenca per on els diables entren a l'Infern i que només sobra el primer de setembre.
Un cop que l'Alquimista hagi robat el foc infernal als diables, aquests comencen a empaitar-lo pels carrers de la vila. Finalment, els diables recuperen el foc en una batalla final davant de la Basílica de Santa Maria, on l'Alquimista es refugia després de prometre que l'any següent tornarà a intentar robar el foc infernal.

## Música
Una de les peces més emblemàtiques del Ball de Foc és La cançó del Ball de Foc, una peça enregistrada pel grup vilafranquí Filibusters. Finalment, la música també té un paper fonamental en l'espectacle piromusical al final del Ball de Foc davant de l'església de Santa Maria.